# Hebius metusium
Hebius metusium är en ormart som beskrevs av Inger, Zhao, Shaffer och Wu 1990. Hebius metusium ingår i släktet Hebius och familjen snokar. Inga underarter finns listade i Catalogue of Life.
Arten är endast känd från två regioner i provinsen Sichuan i centrala Kina. Fynd gjordes vid 1200 och vid 1470 meter över havet. Habitatet utgörs av ursprungliga blandskogar eller lövskogar. Undersökta honor höll på att lägga 5 till 7 ägg.
Landskapsförändringar i samband med ökande turism kan hota beståndet. Hebius metusium är sällsynt och det kända utbredningsområdet är begränsat. IUCN kategoriserar arten globalt som starkt hotad.